# 河原村 (熊本県菊池郡)
河原村（かわはるむら）は、熊本県の北部、菊池郡にあった村。

## 歴史
- 1889年4月1日 - 町村制施行。下河原村、木庭村、藤田村が合併して菊池郡河原村が成立。
- 1956年9月1日 - 隈府町、迫間村、戸崎村、菊池村、水源村、龍門村、花房村と合併して菊池町となり消滅。

## 学校
- 河原村立河原小学校